# HAL HJT-36 Sitara
L'HAL HJT-36 Sitara, contrazione di Hindustan Jet Trainer-36 Sitara (Hindi: सितारा, Sitārā, "stella"), è un addestratore intermedio progettato e costruito dall'azienda indiana Hindustan Aeronautics Limited (HAL). Il velivolo rientra nel programma sviluppato dalle forze armate indiane per dotare la Bhartiya Vāyu Senā e la Bhāratīya Nāu Senā di un addestratore intermedio di nuova generazione.

## Storia del progetto
Lo sviluppo dell'HJT-36 Sitara inizia nel 1997, quando l'ufficio progetti della Hindustan Aeronautics Limited (HAL), su specifica emessa dal governo indiano, getta le basi per realizzare un nuovo addestratore intermedio capace di sostituire l'HJT-16 Kiran tra le linee della Bhartiya Vāyu Senā (la forza aerea indiana) e la Bhāratīya Nāu Senā (la marina militare). Nel 2003 la HAL, si aggiudica un contratto per la costruzione di un primo lotto di 16 esemplari, da assegnare alla Bhartiya Vāyu Senā.
Il prototipo fu portato in volo per la prima volta il 3 marzo 2003, equipaggiato con un motore turboventola Snecma-Turbomeca Larzac 04-H20, capace di imprimere una spinta pari a 14,12 kN.
Nell'agosto 2005 un contratto stipulato tra la Rosoboronexport, un'organizzazione che cura l'esportazione del prodotti tecnologici russi e la HAL, ha definitivamente assegnato alla NPO Saturn la fornitura dell'unità motore del velivolo di serie, l'AL-55I, che verrà realizzato, oltre che in Russia, parzialmente costruito ed assemblato negli stabilimenti di Bangalore.
L'8 - 13 febbraio 2011 durante l'ottava edizione del salone aeronautica Aero India 2011 è stato presentato il primo esemplare di serie dell'aereo d'addestramento indiano-russo HJT-36. La presentazione è avvenuta dopo il programma della certificazione di propulsori Saturn AL-55I completata con successo nell'agosto 2010.

## Impiego operativo
La Bhāratīya Vāyu Senā ha già effettuato un ordine per 12 esemplari che andranno a rimpiazzare i vetusti HAL HJT-16 Kiran usati dalla pattuglia acrobatica "Surya Kiran".

## Utilizzatori
India
- Bhartiya Vāyu Senā

opera con 12 esemplari su 225 ordinati.